# 后沟玲珑塔
后沟玲珑塔是一处明代古建筑，位于山西省吕梁市汾阳市峪道河镇后沟村村口的高崖上，建于明代万历至崇祯年间。塔为八角形平面，高七层，塔檐处均有精美的砖雕，模仿木结构。塔周围原有华严庵，早已荡然无存，现仅存康熙四十年重修华严庵石碑。
1998年4月30日，后沟玲珑塔公布为汾阳市文物保护单位。2020年，后沟玲珑塔列入山西省文物局公示的第六批省级文物保护单位名单。2021年8月4日，后沟玲珑塔公布为第六批山西省文物保护单位。
2021年11月，汾阳市连降大雨，汾阳市人民检察院牵头开展“文物保护”专项行动，保护该市新增的12处第六批省级文物保护单位，包括岅峪东岳庙、东石龙天庙、后沟玲珑塔、刘家堡关帝庙等，了解发现存在安全隐患情况，启动行政公益诉讼诉前程序，推进文物保护工作。